# Associazione Sportiva Biellese 1958-1959
Questa voce raccoglie le informazioni riguardanti l'Associazione Sportiva Biellese nelle competizioni ufficiali della stagione 1958-1959.

## Rosa
| N. |                   | Ruolo | Calciatore         |
| -- | ----------------- | ----- | ------------------ |
|    | Italia (bandiera) | C     | Luigi Angelini     |
|    | Italia (bandiera) | C     | Giancarlo Bessi    |
|    | Italia (bandiera) | A     | Ettore Campanini   |
|    | Italia (bandiera) | D     | Pietro Cappellino  |
|    | Italia (bandiera) |       | Costanzo           |
|    | Italia (bandiera) | C     | Giuseppe Crivelli  |
|    | Italia (bandiera) | P     | Corrado Euno       |
|    | Italia (bandiera) | D     | Giuseppe Formica   |
|    | Italia (bandiera) | C     | Stefano Francescon |
|    | Italia (bandiera) | C     | Angelo Frigerio    |
|    | Italia (bandiera) | A     | Enrico Galli       |

| N. |                   | Ruolo | Calciatore          |
| -- | ----------------- | ----- | ------------------- |
|    | Italia (bandiera) | A     | Gianfrancesco Gazza |
|    | Italia (bandiera) | P     | Roberto Gori        |
|    | Italia (bandiera) | D     | Italo Mancini       |
|    | Italia (bandiera) | C     | Bruno Mazzia        |
|    | Italia (bandiera) | D     | Angelo Oliaro       |
|    | Italia (bandiera) | A     | Annibale Plebani    |
|    | Italia (bandiera) | C     | Angelo Pochissimo   |
|    | Italia (bandiera) | A     | Gino Raffin         |
|    | Italia (bandiera) | D     | Mario Villa         |
|    | Italia (bandiera) | A     | Romano Vizia        |